# Бандейрантис-ду-Токантинс
Бандейрантис-ду-Токантинс (порт. Bandeirantes do Tocantins) — муниципалитет в Бразилии, входит в штат Токантинс. Составная часть мезорегиона Западный Токантинс. Входит в экономико-статистический микрорегион Арагуаина. Население составляет  3 122 человека на 2010 год. Занимает площадь 1 541,842 км². Плотность населения — 2,02 чел./км².

## Демография
Согласно сведениям, собранным в ходе переписи 2010 г. Национальным институтом географии и статистики (IBGE), население муниципалитета составляет:
| Полное население                               | Полное население                               | Полное население                               | Полное население                               | 3 122 |
| ---------------------------------------------- | ---------------------------------------------- | ---------------------------------------------- | ---------------------------------------------- | ----- |
| в том числе:                                   | Городское население                            | 1 685                                          | Процент городского населения, %                | 53,97 |
|                                                | Сельское население                             | 1 437                                          | Процент сельского населения, %                 | 46,03 |
|                                                | Мужское население                              | 1 692                                          | Процент мужского населения, %                  | 54,20 |
|                                                | Женское население                              | 1 430                                          | Процент женского населения, %                  | 45,80 |
| Плотность населения, чел/км²                   | Плотность населения, чел/км²                   | Плотность населения, чел/км²                   | Плотность населения, чел/км²                   | 2,02  |
| Население муниципалитета в % к населению штата | Население муниципалитета в % к населению штата | Население муниципалитета в % к населению штата | Население муниципалитета в % к населению штата | 0,23  |

По данным оценки 2016 года население муниципалитета составляет 3 420 жителей.

## Статистика
- Валовой внутренний продукт на 2003 составляет 11.635.492,00 реалов (данные: Бразильский институт географии и статистики).
- Валовой внутренний продукт на душу населения на 2003 составляет 4.430,88 реалов (данные: Бразильский институт географии и статистики).
- Индекс развития человеческого потенциала на 2000 составляет 0,674 (данные: Программа развития ООН).

## Важнейшие населенные пункты
| № | Населённый пункт          | Населённый пункт (порт.)  | Категория | Население чел. (2010) | На карте                       |
| - | ------------------------- | ------------------------- | --------- | --------------------- | ------------------------------ |
| 1 | Бандейрантис-ду-Токантинс | Bandeirantes do Tocantins | город     | 1 685                 | 7°45′41″ ю. ш. 48°34′44″ з. д. |
| 2 | Бразилени                 | Brasilene                 | поселок   | 241                   | 7°44′46″ ю. ш. 48°40′32″ з. д. |
| 3 | Мартинополис              | Martinópolis              | поселок   | 146                   | 7°54′16″ ю. ш. 48°33′40″ з. д. |